# 真心スクランブル!
『真心スクランブル！』（まごころスクランブル）は、谷中悟志による日本の漫画。ウェブコミック配信サイト『少年ジャンプ+』（集英社）にて、2024年10月24日から2025年2月28日まで木曜更新で連載された。なお作者在住の鳥取県鳥取市を舞台としている。

## あらすじ
真田心春（さなだ こはる）は心の声を聴くことが出来る男子高校生。そんな彼が、普段は無口だが心の中では饒舌の女子高校生夜蔦瀬雪姫（やつたせ ゆき）と出会ったことでお互い恋に落ちていく。

## 登場人物
真田心春（さなだ こはる）
高1の男子高校生。黒髪短髪。不良っぽい顔立ちだが、聞心の血筋で人の心の声が聞けること以外は普通の高校生。自分が好きな雪姫に少しずつ惚れていくが、過去の恋愛のトラウマから素直になれない。顧問に促されて地域研究部に入る。両親と3人暮らし。
夜蔦瀬雪姫（やつたせ ゆき）
高1の女子高校生。黒髪長髪。真田に助けられたことで彼に惚れる。普段はあまりしゃべらないが、心の中にて饒舌で小さな雪姫がたくさん出る。
飛家井まろん（ひけい まろん）
高1の女子高校生。染髪長髪。雪姫とは家が隣り同士の幼なじみで学級委員長を務めている。他人に完璧に変装する能力を持ち、雪姫に近づく小春を危険視している。

## 用語
城鶴高校
真田らが通う高校。
聞心の血筋（ぶんしんのちすじ）
心春の一族の一部が持つ能力。人の心を聞くことが出来るが本人にとってはかなり煩わしい。

## 書誌情報
- 谷中悟志『真心スクランブル！』 集英社〈ジャンプ・コミックス〉、全2巻
  1. 2025年2月4日発売[4][5]、ISBN 978-4-08-884443-5
  2. 2025年3月4日発売[6]、ISBN 978-4-08-884447-3